# Heterodontie
Heterodontie is een term uit de anatomie die in het Grieks betekent verschillende tanden en die slaat op dieren die meer dan één morfologie van tanden bezitten.
Zo bezitten Synapsida doorgaans snijtanden, hoektanden, voorkiezen en kiezen. Heterodonte dieren vertonen dus een graad van specialisatie in jagen en eten. Binnen de Sauropsida komt al heterodontie voor in sommige pterosauriërs, hagedissen en dinosauriërs.
Homodonte dieren daarentegen zijn primitieve plesiomorfe gewervelden zoals haaien en roggen, beenvissen, amfibieën en de meeste reptielen.